# Stjärnhuset
Stjärnhuset var SVT:s julkalender 1981.
Julkalendern detta år hade ingen direkt anknytning till tomtar eller jul utan istället handlade den om Mytha (Sif Ruud) som berättade sagor ur den grekiska mytologin för Astro (Johannes Brost). Genom berättelserna fick TV-tittarna också lära sig de olika stjärnbilderna och en del astronomi. Serien har visats i repris flera gånger, första gången dagligen under perioden 19 december 1988–6 januari 1989, och andra gången en gång i veckan under ett halvår under perioden 23 augusti 1997–31 januari 1998.
Stjärnhuset utkom på DVD den 26 oktober 2011.

## Handling
I det första avsnittet anländer Astro och Mytha till Stjärnhuset, ett observatorium som ligger högt uppe på ett berg. Där ska de tillbringa tiden fram till jul.
Mytha är kunnig inom astronomi. Hon undervisar Astro om olika himlafenomen, som stjärnor, planeter och galaxer. Astronomikunskaperna väver hon ihop med sagor från den grekiska mytologin. Under seriens gång går Mytha och Astro igenom norra stjärnhimlens mer framträdande stjärnbilder, samt historien bakom dem. Samtidigt ägnar de sig åt klassiska jultraditioner, som luciafirande och att klä granen.

## Produktion
Stjärnhuset var inspirerat av radioprogrammet Bland hjältar och monster på himlavalvet (1977).. Radiomanuset var skrivet av Maj Samzelius, som tillsammans med Annika de Ruvo även skrev manus till Stjärnhuset.

### Inspelning
Inspelningen skedde i studio 1 i TV-huset på Gärdet i Stockholm. Inspelningslaget hade 25 dagar på sig att spela in 24 avsnitt.
För Sif Ruud var inspelningen en dubbel prövning, eftersom hon nyss genomgått en höftoperation. Egentligen skulle hon varit sjukskriven, men valde att skjuta upp det eftersom hon lovat att vara med i kalendern.
Sagorna bestod av tecknade stillbilder, med röster från ett femtiotal skådespelare. Fem konstnärer gjorde de 2000 teckningar som gick åt för att berätta alla historier.
Docent Curt Roslund vid Astronomiska institutionen, Chalmers tekniska högskola i Göteborg, fungerade som faktagranskare av astronomidelarna.

## Papperskalender
Själva kalendern det här året var inte av traditionell typ, med luckor. Istället bestod den av ett hopvikbart pappark. På framsidan fanns en teckning av Stjärnhuset, där Mytha och Astro satt på en bänk och tittade upp mot stjärnhimlen. På himlen var stjärnbilderna utritade. Kalendern var ritad av Elisabeth Nyman.
Med kalendern följde ett ark med klistermärken. De föreställde någon av huvudfigurerna i varje avsnitts saga, till exempel Herakles, Perseus eller Pegasos. Det gällde sedan att klistra över rätt klistermärke på motsvarande stjärnbild på kalendern.
Samma konstnärer som ritat sagorna hade också ritat klistermärkena.
Baksidan av kalendern var en stjärnkarta. Avsikten var att ägaren skulle spara kalendern och använda den för att lära sig hitta rätt på stjärnhimlen.[källa behövs]